# Paragrilus tenuis
Paragrilus tenuis är en skalbaggsart som först beskrevs av Leconte 1863.  Paragrilus tenuis ingår i släktet Paragrilus och familjen praktbaggar. Inga underarter finns listade i Catalogue of Life.